# Park Narodowy Wind Cave
Park Narodowy Wind Cave (ang. Wind Cave National Park) – amerykański park narodowy położony na północ od miasta Hot Springs w stanie Dakota Południowa. Park został założony przez prezydenta Theodora Roosevelta w 1903. Wind Cave to pierwsza jaskinia, której nadano miano parku narodowego. Średnio rocznie park ten odwiedza około 570 tys. osób.